# Gabriela Drăgoi
Gabriela Drăgoi (Buzău, 28 de agosto de 1992) é uma ginasta romena que compete em provas de ginástica artística.
Drăgoi fez parte da equipe romena que conquistou a medalha de bronze coletiva nos Jogos Olímpicos de Pequim, em 2008, China. É também a medalhista de ouro por equipes no Europeu de Clermont-Ferrand e de bronze na trave do Europeu de Milão em 2009.

## Carreira
Gabriela é a filha mais nova de Elena - uma aposentada por invalidez - entre cinco irmãos -  Claudia, Valentin, Ionela Madalina e Monica Daniela. Inspirada pela compatriota e ex-ginasta, Nadia Comaneci, Drăgoi começou na modalidade aos quatro anos, em 1996, no CSS Buzau, sob os cuidados dos treinadores Gabriela Robu e Costica Clinciu. Antes dos Jogos Olímpicos o nome da atleta era conhecido por alguns especialistas e fãs da ginástica mundial. Durante seus anos como representante nacional júnior, revelou-se um talento promissor, uma vez que era a única em seu clube escolhida para integrar a equipe nacional e treinar em Deva. Em abril de 2008, agora como sênior, disputou em sua entrada na categoria o Campeonato Europeu de Clermont-Ferrand. Nele, conquistou a medalha de ouro por equipes ao lado de suas companheiras Sandra Izbasa, Steliana Nistor, Anamaria Tamarjan, Andreea Grigore e Cerasela Patrascu.
No mesmo ano, em sua primeira participação olímpica, nos Jogos Olímpicos de Pequim, mais uma vez Gabriela ajudou a equipe romena - formada por Steliana Nistor, Anamaria Tamarjan, Sandra Izbasa, Andreea Grigore e Andreea Acatrinei –, dessa vez a conquistar a medalha de bronze na disputa coletiva, atrás das norte-americanas e das chinesas, prata e ouro respectivamente. Individualmente, Drăgoi disputou a final da trave. Sem cometer erros em sua série, terminou em quinto lugar, atrás de Anna Pavlova, Cheng Fei - medalhista de bronze -, Nastia Liukin - medalhista de prata -, e Shawn Johnson - campeã da prova.
Em 2009 no Campeonato Europeu de Milão, arquivou mais uma  medalha, de bronze, na trave de equilibrio. Na competição seguinte, a etapa da Copa Mundo realizada em Glasgow, Gabriela saiu mais uma vez com o bronze no aparelho. No Campeonato Nacional Romeno, terminou com duas medalhas de ouro, nas paralelas assimétricas e na trave, tornando-se a maior medalhista do campeonato. Em outra competição de nível europeu, participou junto a Amelia Racea, Diana Trenca, Raluca Haidu, Diana Chelaru e Ana Porgras, do desafio Espanha vs Romênia. Com aparente facilidade, as romenas venceram a disputa por equipes, com margem superior a cinquenta pontos sobre as espanholas. Na final geral terminou com a nona colocação. Na trave e nas barras assimétricas, foi medalhista de prata.

## Principais resultados
| Ano  | Evento                                    | AA | Equipe            | Salto sobre o cavalo | Trave             | Barras assimétricas | Solo |
| ---- | ----------------------------------------- | -- | ----------------- | -------------------- | ----------------- | ------------------- | ---- |
| 2008 | Campeonato Europeu                        |    | Medalha de ouro   |                      |                   |                     |      |
| 2008 | Jogos Olímpicos                           |    | Medalha de bronze |                      | 5º                |                     |      |
| 2009 | Campeonato Europeu                        |    |                   |                      | Medalha de bronze |                     |      |
| 2009 | Copa do Mundo – Glasgow                   |    |                   |                      | Medalha de bronze | 5º                  |      |
| 2009 | Campeonato Nacional Romeno                |    |                   |                      | Medalha de ouro   | Medalha de ouro     |      |
| 2009 | Espanha vs Romênia                        |    | Medalha de ouro   |                      | Medalha de prata  | Medalha de prata    |      |
| 2010 | Campeonato Mundial de Ginástica Artística |    | 4º                |                      |                   |                     |      |